# Goethes Lyrik

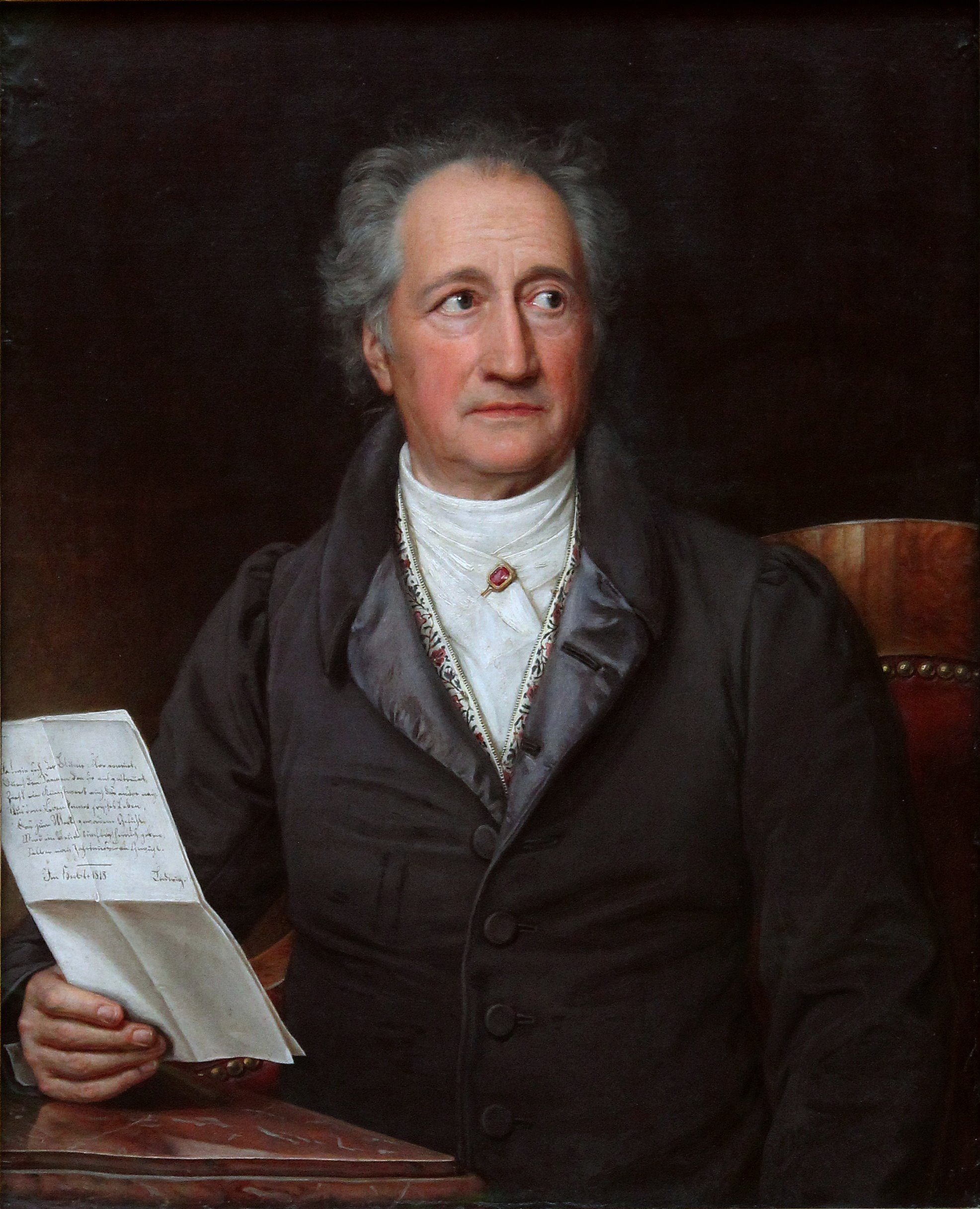
Johann Wolfgang von Goethe, Ölgemälde von Joseph Karl Stieler

Ein Großteil der Lyrik Johann Wolfgang von Goethes hat Weltgeltung erlangt und gehört zum umfangreichsten und bedeutendsten Teil des lyrischen Kanons der deutschen Literatur. Von seiner Jugend bis ins hohe Alter war er Lyriker und prägte die Epochen des Sturm und Drang und der Weimarer Klassik. Im Laufe von etwa 65 Jahren schrieb er mehr als 3000 Gedichte, die teils eigenständig, teils in Zyklen wie den Römischen Elegien, dem Sonnettenzyklus oder dem West-östlicher Divan erschienen.
Dieser äußere Umfang spiegelt sich in einer erstaunlichen Formen- und Ausdrucksvielfalt und entspricht der Weite des inneren Erlebens. Neben langen, mehrere hundert Verse umfassenden Gedichten stehen kurze Zweizeiler, neben Versen mit hoher sprachlicher und metaphorischer Komplexität einfache Sprüche, neben strengen und antikisierenden Metren liedhafte oder spöttische Strophen sowie reimlose Gedichte in freien Rhythmen.
Mit diesem Gesamtwerk hat Goethe das deutschsprachige Gedicht „erst eigentlich geschaffen“ und Vorbilder hinterlassen, an denen sich nahezu alle nachfolgenden Dichter gemessen haben.
Seine Phantasie entzündet sich an den kleinsten wie den größten Dingen, geht von der Blume am Wegesrand bis zu den Sternen, vom Antlitz der Geliebten bis zu Geistern und Vampiren, besingt Einsamkeit, Schuld und Verzweiflung, bis sie endlich die Ruhe des Alters erreicht, das sich in belehrenden, häufig formelhaften weltanschaulichen Gedichten und abgeklärten, symbolischen Spruchdichtungen äußert.

## Entwicklung und Merkmale
Goethes Schaffen durchläuft mehrere Phasen, die von der Forschung immer wieder neu beleuchtet und dargestellt worden sind.
Nach Empfindsamkeit, Sturm und Drang, Weimarer Klassik und Romantik, der Goethe kritisch gegenüberstand, erreichte er eine Spätphase. Die Trilogie der Leidenschaft zeigt, dass er sich auch im hohen Alter noch mit werkimmanenten Problemen befasste und so den individuellen Schmerz um Ulrike von Levetzow auf neuen Wegen zu transzendieren suchte. Der Mystizismus des Alters hatte zahlreiche Wurzeln. In einem Brief an Zelter erklärte er, warum ihn die altpersische geistige Welt ansprach: „Unbedingtes Ergeben in den unergründlichen Willen Gottes, heiterer Überblick des beweglichen, immer kreis- und spiralartig wiederkehrenden Erde-Treibens, Liebe, Neigung zwischen zwei Welten schwebend, alles Reale geläutert, sich symbolisch auflösend…“
Im Vergleich zu einem Dichter wie etwa Heinrich Heine mit dem Buch der Lieder begann Goethes lyrische Wirksamkeit nicht mit einem fest umrissenen Auftakt. Seine stete Produktivität und ein proteischer Zug seines Wesens unterwarfen sein Werk einer ständigen Metamorphose und Entwicklung, so dass es nie als etwas Abgeschlossenes, Stabiles gelten konnte.
Erich Trunz formulierte, er sei „bis zum Schluß ein Schaffender und Sich-Wandelnder“ gewesen, ein Zug, der sich auch in der Wirkungs- und Editionsgeschichte seiner Lyrik zeigt und durch die „lässliche Gruppierung“ seiner Gedichte gefördert wurde.
Zur geschmeidigen Wandlungsfähigkeit gesellt sich die Einfachheit der Sprachgebung, die sich im Einstieg des Gedichts zeigt, der unmittelbar in die lyrische Situation führt. Hierzu gehören Ausrufe („Wie herrlich leuchtet / Mir die Natur!“), Imperative („Bedecke deinen Himmel ...“), sachliche oder erregte Berichte, intime Anreden, sehnsüchtige Wünsche oder Fragen wie „Kennst du das Land, wo die Zitronen blühn?“ oder „Was soll ich nun vom Wiedersehen hoffen ...?“ Der jähe Beginn zieht den Leser über die verborgene Schwelle des Gedichts und konfrontiert ihn mit der Persönlichkeit des Dichters.

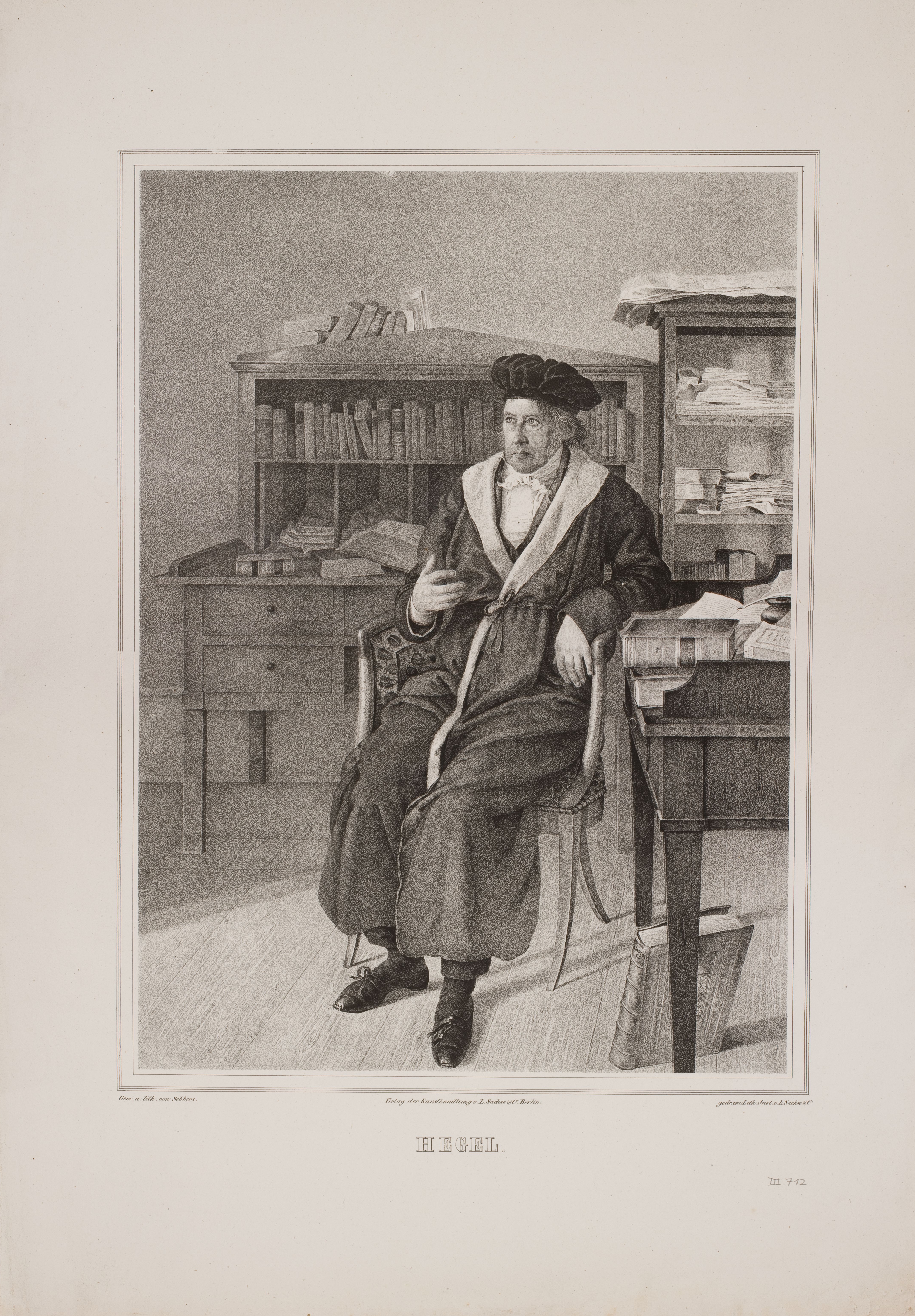
Georg Wilhelm Friedrich Hegel

In seiner späten Autobiographie Dichtung und Wahrheit beleuchtete Goethe selbststilisierend seine Entwicklung und bettete dies in ein Geflecht persönlicher Jugenderfahrungen – wie die Liebe zu Anna Katharina Schönkopf während seiner Leipziger Studienzeit –, Anekdoten und dem Hintergrund zeitgenössischer Literatur wie Dramen Gotthold Ephraim Lessings.
Die produktive Quelle steht so zwischen eigenen Erfahrungen und tradierten Formen, die er bis ans Lebensende weiterentwickeln konnte. Er wollte das, was ihn „erfreute oder quälte, oder sonst beschäftigte in ein Bild, ein Gedicht“ verwandeln. „Alles, was daher von mir bekannt geworden, sind nur Bruchstücke einer großen Konfession…“
Auf diese Weise gab Goethe selbst den Ansatz der künftigen Forschung vor: Indem sich gerade in der Lyrik die Persönlichkeit des Dichters in höherem Grade unmittelbar offenbart als etwa in seinem epischen oder dramatischen Werk, handelt es sich meist um keine distanzierte Rollenlyrik.
Georg Wilhelm Friedrich Hegel bestätigte die Einschätzung Goethes in seinen Vorlesungen über die Ästhetik, die sich von Kants subjektbezogener Kritik der Urteilskraft durch den deutlichen Werkbezug unterscheiden und bis zu einer inhaltlichen Bestimmung des Schönen reichen. Hegel wies Goethe auf dem Felde der Poesie den überragenden Rang zu. In der Gesamtheit der lyrischen Gedichte zeige sich „die Totalität eines Individuums seiner poetischen inneren Bewegung nach dar. Denn der lyrische Dichter ist gedrungen, alles, was sich in seinem Gemüt und Bewußtsein poetisch gestaltet, im Liede auszusprechen ... In dieser Rücksicht ist besonders Goethe zu erwähnen, der in der Mannigfaltigkeit seines reichen Lebens sich immer dichtend verhielt. Auch hierin gehört er zu den ausgezeichneten Menschen.“
Nach ersten Leseerfahrungen mit Shakespeare und Klopstock und einigen konventionellen eigenen Versuchen bedurfte es einiger katalytischer Anstöße, die seine Schaffenskraft aktivierten.
Bereits in den Jahren der Jugend hatte er, unter dem Eindruck der Liebe zu „Käthchen“ einige kürzere Sammlungen wie das Buch Annette und die Neuen Lieder geschrieben.

### Sturm und Drang
In Straßburg traf Goethe auf Johann Gottfried Herder, der ihn in tief beeinflussen sollte. So wies er ihn auf die Volkspoesie, Shakespeare und Ossian hin, sprach kritische Fragen an und bewog ihn, sich als Dichter weiterzuentwickeln. Er störte sich an Goethes „spechtische(m) Wesen“ – er würde überall nur hineinsehen, ohne wirklich zuzugreifen. Das „Dreingreifen, Packen“ sei aber gerade das Wesen der Meisterschaft.
Goethes Gedichte überwanden in dieser Zeit die traditionellen Ordnungen, machten seine Liebeslyrik zur Naturlyrik, das Lehrgedicht zur Liebeslyrik – eine Vielfalt von Themen (Liebe, Natur, Religion, Kunst, Mythos), die eine Einkreisung nicht einfach macht. Bereits die Sesenheimer Lieder, in deren gefühlvoll-einfacher Sprache sich seine Leidenschaft für Friederike Brion Luft machte, zeigen mit Willkommen und Abschied bereits eines seiner berühmtesten Werke und den Beginn der Erlebnislyrik.
Als erste der großen, freirhythmischen Hymnen des Sturm und Drang entstand Wandrers Sturmlied, das er erst 40 Jahre später veröffentlichte und von dem er sich distanzierte.
Hier wie in den Werken der Frankfurter Zeit, zu denen Prometheus, Mahomets Gesang und Ganymed gehören, war der dithyrambische Stil Pindars spürbar, dessen Form Goethe übernahm, ohne sich an die strengen Anforderungen zu halten.
Wie Wandrers Sturmlied wurde auch Prometheus unautorisiert veröffentlicht, dafür aber bereits 1789 in Band 8 seiner Schriften aufgenommen. Der rebellisch-provozierende Charakter seiner berühmtesten Hymne war ebenso leicht zu erkennen wie ihre mythologische Bildersprache, die sich auf die weltliche Autorität übertragen ließ.

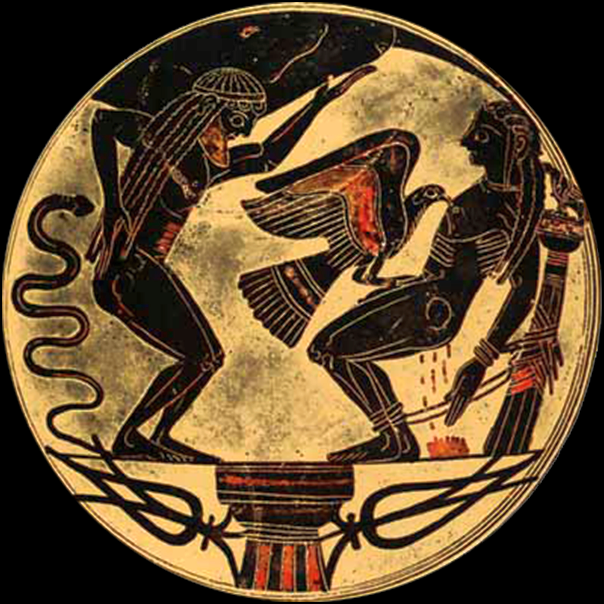
Der gefesselte Prometheus, links sein Bruder Atlas (Trinkschale aus Cerveteri, um 560/550 v. Chr., Vatikanische Museen, Rom)

Der begeisterte Herder sprach vom „Ausfließen der poetischen Wuth“ und glaubte den „Pulsschlag des Genius“ zu hören.
Seine emphatische Odentheorie schien durch diese Werke verwirklicht zu sein. Die jugendliche Kraft und die Selbstbehauptung Prometheus’ gegenüber Zeus deuten auf ein neues Menschenbild des jungen Bürgertums. Der Glaube an das Genie und die individuelle, weltschaffende Schöpferkraft weist die überkommenen Regelästhetik von sich.
Die freien Rhythmen knüpften auch an Verse Friedrich Gottlieb Klopstocks an, der sie als erster moderner Lyriker verwendet hatte.
Nach Auffassung David E. Wellberys betonen Goethes frühe Texte die Intensität des Augenblicks, den es zu feiern gilt. Sie bewegen sich auf den poetischen Ursprung zu und wollen die lyrische Bewegung selbst schöpferisch nutzen.
In der frühen Hymne An Schwager Kronos spornt das lyrische Ich den Kutscher an, schneller und gewagter den holpernden Weg entlang zu galoppieren. Indem es den Schwager als Kronos anspricht, weist es ihm, mythologisch überhöht, die Rolle des Zeitgottes zu und kann sich so aus der Alltäglichkeit entfernen und selbst in den Himmel schwingen.
Die gloriose Ankunft in der Unterwelt am Ende des Werkes spielt auf den Homerischen Apollohymnus an, bei dem sich die Götter aus der Runde Jupiters erheben, um dem zukünftigen Sieger ihren Respekt zu erweisen.
Dass die Geschwindigkeit im Zeitalter der Kutschen auch von der Persönlichkeit des Postillions abhing, ließ Goethe in Szenen anderer Werke wie etwa Stella oder Egmont ebenfalls anklingen. Gerade Zeit und Geschwindigkeit gehörten für ihn zu wichtigen Elementen seines frühen Selbstverständnisses. Gegenüber seiner Mutter entschuldigte er sein Ausbleiben in Frankfurt mit seiner Ungeduld. Das „Unverhältnis“ zwischen der „engen und langsamen“ Postkutsche und der „Weite und Geschwindigkeit“ seines Wesens hätte ihn „rasend gemacht.“
Bewegungsmuster und das Wandermotiv spielen auch in der frühen dialogischen Idylle Der Wanderer eine Rolle. Die Titelfigur trifft auf eine junge Frau und unterbricht ihre Wanderung, um im Schatten einer Ulme auszuruhen und später an einem Brunnen zu trinken. Die sentimentalen Reflexionen nehmen Ewigkeitsgedanken aus der Ethik Spinozas auf („Der Geist ist ewig, sofern er die Dinge unter dem Aspekt der Ewigkeit begreift“): Die Begegnung mit der Mutter und dem „säugenden Knaben“ an ihrer Brust zeigen der Figur die ewigen Gesetzmäßigkeiten der Generationenfolge und weisen ihr – wie im Schwager Kronos – den Weg zur Quelle der eigenen Schaffenskraft.
Für Wellbery war Goethe auch in seiner Sturm-und-Drang-Phase mit den wild herausgeschleuderten Bildern und Satzfetzen „Formalist“. Er habe im scheinbar Chaotischen innere Gesetzmäßigkeiten erkannt und nicht sämtliche Regeln und Gesetze über Bord werfen wollen. In der Einleitung zu seiner Brieftasche von 1776 schrieb er: „Jede Form, auch die gefühlteste, hat etwas Unwahres, allein sie ist ein für allemal das Glas, wodurch wird die heiligen Strahlen der verbreiteten Natur an das Herz der Menschen zum Feuerblick sammeln.“

### Weimar
In Weimar schien es zunächst, als würde Goethe die Ich-bezogene Darstellung seines Erlebens fortsetzen.
Obwohl sich das genieorientierte Leben nicht wesentlich änderte, entstand aber nach 1776 keine Dichtung mehr, die dem Sturm und Drang deutlich entspricht (während der 10 Jahre jüngere Schiller noch Die Räuber und Kabale und Liebe schreiben sollte).

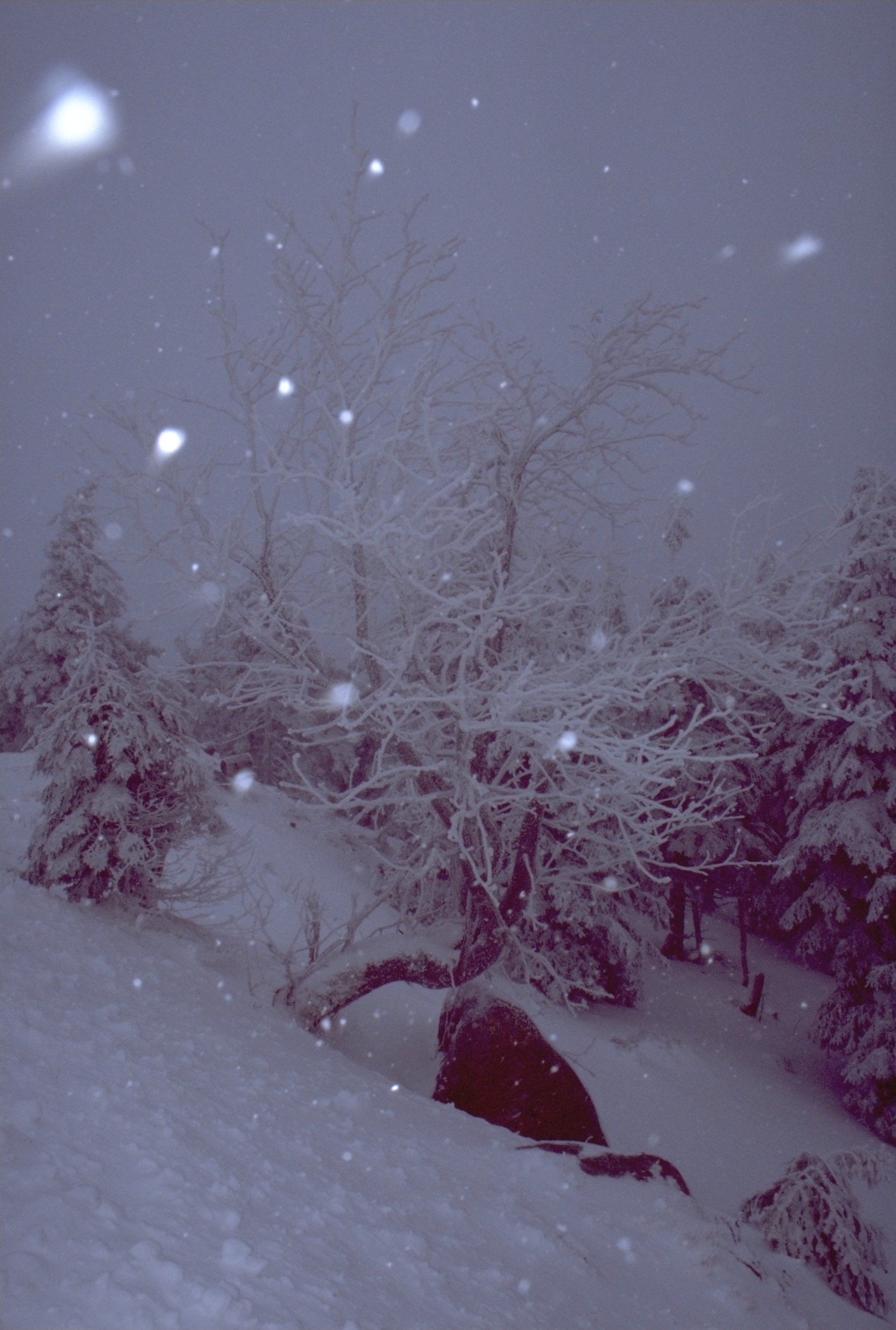
Schneefall am Brocken

Neben der Seefahrt fällt nur noch die Harzreise im Winter in diese Epoche.
Die Harzreise ist die letzte große Hymne in freien Rhythmen, die eine innige und dankbare Naturbetrachtung zeigt.
Die Schlussverse lassen bereits eine gewisse Distanz zum wilden und schöpferischen Ich-Bezug der vorhergehenden Hymnen erkennen. Aus der Perspektive eines hoch in der Luft schwebenden Raubvogels betrachtet das lyrische Ich die unter ihm liegenden Dinge und den Schmerz, der einigen vorgezeichnet ist. Das Gedicht ist von einem religiösen Klang erfüllt, der sich auch der Lektüre der Psalmen verdankt. So vertraute er seinem Tagebuch nach der abenteuerlichen, nicht ungefährlichen Brockenbesteigung an: „Früh nach dem Torfhause in tiefem Schnee...heitrer herrlicher Augenblick, die ganze Welt in Wolcken und Nebel und oben alles heiter. Was ist der Mensch, dass du sein gedenckst.“
Wie Goethe wusste, war der Geier bei den Römern ein Vogel der Weissagung: „Denn ein Gott hat / Jedem seine Bahn / Vorgezeichnet…“ Während der Glückliche sein Ziel zu erreichen scheint, sträubt sich der Unglückliche vergebens gegen die „Schranken des ehernen Fadens“.

### Der Weg zur Weimarer Klassik
In Ilmenau hatte Goethe mit praktischen Verwaltungsfragen zu kämpfen, die nicht immer einfach waren. Hier wurde er auch mit sozialen Fragen konfrontiert, zu denen die Armut der Landbevölkerung gehörte.
Diese Elemente sind in dem gleichnamigen Gedicht zu erkennen, das sich als elegischer Abschied von der vorhergehenden Genie-Periode verstehen lässt.

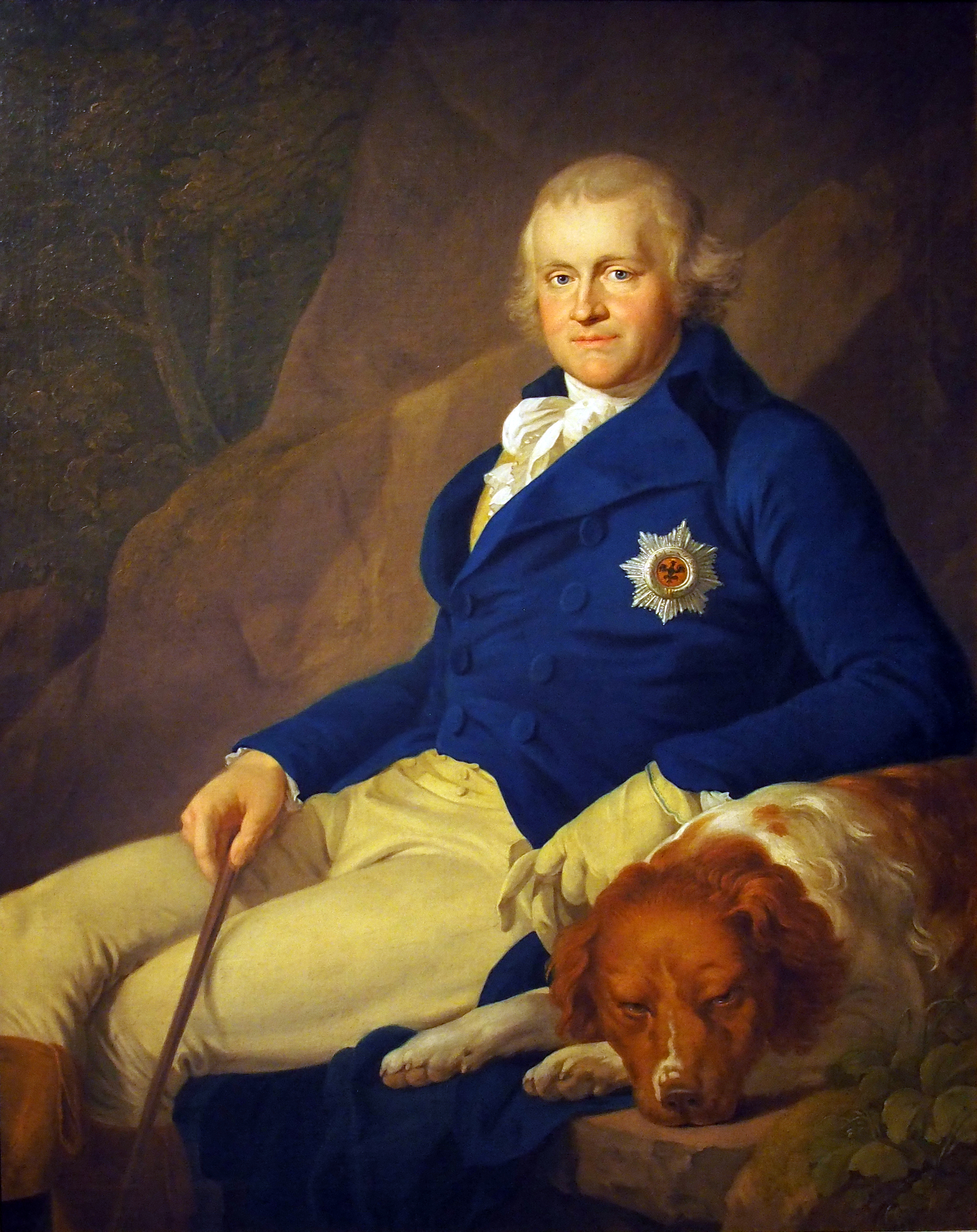
Herzog Karl August, um 1805

Das lange, 1783 entstandene und erst 1815 veröffentlichte Widmungsgedicht an den Herzog Karl August gilt als eines der wichtigsten Gelegenheitsgedichte Goethes. Es zeigt einige seiner charakteristischen Wandlungen im Übergang zur Weimarer Klassik und entspricht seiner eigenen Charakterisierung in Dichtung und Wahrheit. Ilmenau illustriert zudem, wie Goethe seinen Lebensweg zu gestalten und zu reflektieren wusste. Die Sphäre der selbstspiegelnden Hymnen weiterentwickelnd, erlaubt er sich, seine Position gegenüber der des Herzogs zu bestimmen und abzugrenzen.
Das Werk umfasst 191 vier bis sechshebige Jamben und lässt sich in drei Abschnitte untergliedern. Die Verse 1 bis 28 und 156 – 191 zeigen das lyrische Ich im Ilmenauer Talkessel und umrahmen einen langen Mittelteil, der als Tagtraum ein „Zaubermärchen-Land“ heraufbeschwört, in dem die Geister Shakespeares (etwa aus seinem Sommernachtstraum) herumspuken. Das von hoher Sensibilität gekennzeichnete sozialethische Gedicht zielt am Ende auf Selbstbeschränkung und Entsagung und appelliert damit an den Herzog: „Allein wer andre wohl zu leiten strebt / Muß fähig sein, viel zu entbehren.“
Zunehmend stilisierte er sein Erleben, unterzog es einer stärkeren Kontrolle und begann, die vielen Themen neu darzustellen. Erstaunlich bleibt, wie die jeweilige äußere Form nicht zur Fessel wurde und seine Dichtung auch im Verlauf ihrer klassischen Läuterung in der Balance blieb und starre Regelmäßigkeit ebenso mied wie willkürliche Rhythmik. Häufig kommen Verse und Prosa einander nahe, was sich an der frühen Fassung der Iphigenie zeigen lässt.
Mit einer neuen Hymnik dämpfte er die Intensität des Gefühls der ersten Phase und goss sie in neue Formen. Wandrers Nachtlied und der Gesang der Geister über den Wassern (1779), Grenzen der Menschheit (1781) und Das Göttliche (1783) sind hierfür charakteristische Beispiele. Goethe zielte in ihnen auf die Entspanntheit der Sprache in Vers und Klang.
Auch die Natur wird für ihn immer wichtiger, weltanschauliche Fragen tauchen auf und suchen nach Gestaltung. Die feierliche Stanze in der Zueignung steht am Anfang des Faust.
Neben die reiche Reim- und Klangordnung treten bald Balladen, die ihm sowohl lyrische wie dramatische Möglichkeiten boten und – wie Der Fischer und Erlkönig – zu seinen berühmtesten Werken gehören.

### Weimarer Klassik

#### Überblick
Die Epoche der Klassik gilt als Blütezeit der deutschen Literatur. Ihr Beginn wird häufig mit der Italienreise Goethes 1786 verknüpft, ihr Ende mit Schillers Tod 1805.
Der erste und zweite Teil seiner erst später geschriebenen Reise nach Italien waren 1816/17 mit dem Motto Auch ich in Arkadien! erschienen. Erst 1829 wurde sie vollständig veröffentlicht.
Eckermann überliefert, dass Goethes „poetisches Talent“ in Weimar „im Konflikt mit der Realität“ stand und durch seine äußere Stellung behindert wurde. So klagte er 1824: „Hätte ich mehr in der Einsamkeit leben können, ich wäre glücklicher gewesen und würde als Dichter weit mehr gemacht haben.“

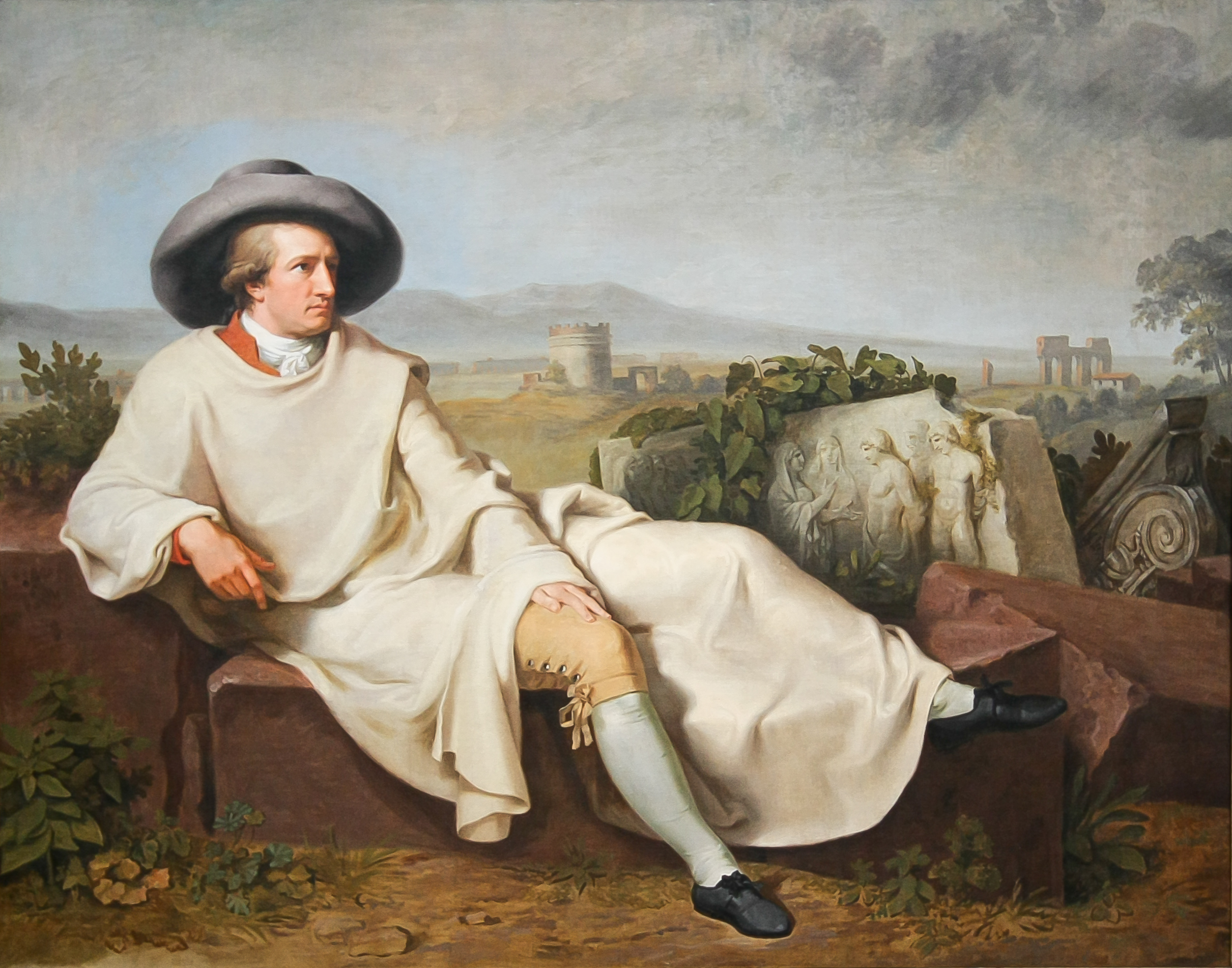
Goethe in der Campagna, von Johann Heinrich Wilhelm Tischbein

Da ihn die Verhältnisse zunehmend bedrückten, brach er zu der fast überstürzten Reise auf; nicht, um „sich selbst zu betrügen“, sondern sich „an den Gegenständen kennen zu lernen.“
Fast überladen von Kunsteindrücken verließ er Rom und erreichte Neapel, um dort zunächst nur die Natur zu genießen, „das einzige Buch, das auf allen Blättern großen Gehalt hat“, bis ihm bei einem Spaziergang am Strand Gedanken über „botanische Gegenstände“ in den Sinn kamen, die er dem Tagebuch anvertraute und dabei die Urpflanze erwähnte, die ihn weiter begleiten sollte.
Während in seiner Italienischen Reise von einem „zarten Verhältnis“ mit einer „schönen Mailänderin“ die Rede ist, malte sein erster Gedichtzyklus, die 1788 folgenden Römischen Elegien, die Liebesidylle aus und besang die Geliebte Faustine, eine fiktive Witwe, mit sinnlich-erotischer Detailfreude, so dass einige Zeitgenossen verstört reagierten.
Nach seiner Rückkehr bis zum Ende des Jahrhunderts gab er die freien Rhythmen auf und beschränkte seine Liedformen auf Gesellige Lieder. Weiter schrieb er Epigramme und wurde hier wie bei seinen Balladen durch Schiller angeregt.

#### Merkmale und Eigenheiten
In den Jahren nach den Römischen Elegien und Venezianischen Epigrammen schrieb Goethe zunächst nur wenige Gedichte, überwiegend Gelegenheitswerke oder Stammbuchverse, die nicht veröffentlicht wurden. Neben der Enttäuschung über den Verlauf der zweiten Italienreise, mit der er an die erste nicht hatte anknüpfen können – „Das ist Italien nicht mehr, das ich mit Schmerzen verließ“-, führten abweisende Reaktionen des alten Freundeskreises und die Häme über seine Beziehung zu Christiane Vulpius dazu, die lyrische Produktion fast versiegen zu lassen. Die Epigramme zeigen, wie kritisch und ablehnend er auf die Französische Revolution reagierte, mit deren Folgen er auch in Weimar zu tun hatte.
Neue Anregungen und Impulse erhielt er durch den hochfahrenden, zehn Jahre jüngeren Schiller und die ab 1794 beginnende intensive Zusammenarbeit mit ihm, in dessen Zeitschrift Die Horen er Gedichte publizierte. Das Ende der jakobinischen Terrorherrschaft und der Friede von Basel, nach dem sich auch für Weimar eine längere Phase relativer Ruhe ergab, waren weitere Faktoren, die seine lyrische Produktion förderten und zu Höhepunkten seines Schaffens führten. Er konnte nun an seine Erfahrungen in Italien anknüpfen und sich einem Thema zuwenden, das seine Lyrik bestimmen sollte – der Antike.
Diese Zuwendung zeigt sich formal in den Versmaßen des Hexameters und des Distichons, deren Tradition er in Italien erfahren hatte und mit denen er die erotische Idylle in die moderne Welt integrieren wollte. Zwar ermöglichte ihm die Liebesbegegnung, sich der römischen Welt zu nähern, doch war zur stilisierten Gestaltung wiederum Distanz notwendig, erotische Einheit im Verschmelzungsgefühl der Liebe stand auf der einen Seite, der Verzicht, um den „stillen Genuß der Betrachtung“ dichterisch zu formen auf der anderen.
Sein Lebensgefühl war mit der Form der Elegie gut zu vereinen, die im Vergleich zum Lied betrachtenden, die Situation ausmalenden Charakter hat. Im Gegensatz zu Klopstock bemühte Goethe sich nicht, die antiken Odenmaße nachzubilden, und unterschied sich so auch von Friedrich Hölderlin und Johann Heinrich Voß, der 1781 eine Übersetzung der Odyssee veröffentlicht hatte. August Wilhelm Schlegel wies Goethe auf rhythmische Unstimmigkeiten hin und half ihm bei der Korrektur der Elegien, für Goethe ungewöhnlich, da er vor der Veröffentlichung seine Werke nur selten aus der Hand gab, um sich nicht verwirren zu lassen. Das elegische Versmaß des Distichons verwendete er auch für zahlreiche andere Gedichte, die in dieser Zeit entstanden, wozu das vielschichtige und lange Werk Alexis und Dora zählt, das den Monolog eines Mannes schildert, der seine Geliebte soeben verlassen hat und mit dem Schiff in die Ferne zieht. Auch bei Eyphrosyne, der Totenehrung für Christiane Becker, Hermann und Dorothea, als Einleitungsgedicht für das gleichnamige Epos konzipiert, Amyntas und Die Metamorphose der Pflanzen handelt es sich um Elegien.
Seinem Freund Karl Ludwig von Knebel gegenüber verwies er auf die Tradition antiker Lehrdichtung. Angeregt durch das Lehrepos De rerum natura des römischen Dichters Lukrez, malte er die Pflanzengenese vom Samen bis zur Blüte aus und präsentierte ein lyrisches Konzentrat seiner botanischen Schrift Versuch die Metamorphose der Pflanzen zu erklären. Indem er den Begriff der Metamorphose nicht auf Flora und Fauna beschränkte, sondern auf den Menschen und die Entwicklung der Liebe übertrug, präsentiert das Gedicht eine klassische Leitidee Goethes – die Einheit von Poesie und Naturwissenschaft.
Reiner Wild sieht Goethes klassische Lyrik als Teil eines „Projekts Klassik“, mit dem er auf „tiefgreifende Krisenerfahrungen am Ende des 18. Jahrhunderts“ reagierte. Dies betrifft persönliche Fragen aber auch politische Entwicklungen in der Folge der Französischen Revolution. Der für die Weimarer Klassik wesentliche Bezugspunkt der Antike sei ein Gegenmodell, auf das Goethe aus der Distanz heraus mit seiner modern empfundenen Lyrik reagiert habe. In seinen bedeutenden Werken sei es ihm gelungen, die mit der Moderne verbundenen Entfremdungs- und Trennungsgefühle ein letztes Mal ästhetisch zu versöhnen.

### Alterswerke

#### Symbolik
In der späten Lyrik Goethes kommt eine immer dichter werdende Symbolik zum Vorschein, die bereits mit dem Divan begann und das kennzeichnet, was häufig sein Altersstil genannt wird. Goethe neigte in seinen fortgeschrittenen Jahren zu einer mystizistischen und verinnerlichten Betrachtung der Welt.
Die Vielfalt der Erscheinungen stellte er sich als etwas Ganzes vor, das sich durch den Wandel erhält. Dabei verläuft das äußerlich chaotische Weltgeschehen zwar auf gleiche, gesetzliche Weise und wiederholt sich – es sind aber nicht nur kreisförmige, sondern auch spiralartig aufsteigende Entwicklungen. Alle Phänomene repräsentieren geheime Baupläne, die der Betrachter im Typus und Urphänomen erkennen kann, ohne allerdings weiter in die Tiefe vorzudringen. In diesem ganzheitlichen und pantheistischen Denken hat alles – vom Gestein über Pflanzen, Tiere bis zum Menschen – einen zugewiesenen Platz. Die Ursache des Ganzen, der Grund des Seins kann Gott oder Göttliches genannt werden. Die von Goethe recht eng gezogenen Grenzen des Wissbaren lassen unerforschte Bereiche zurück, die man verehren, nicht aber gänzlich entschlüsseln kann.

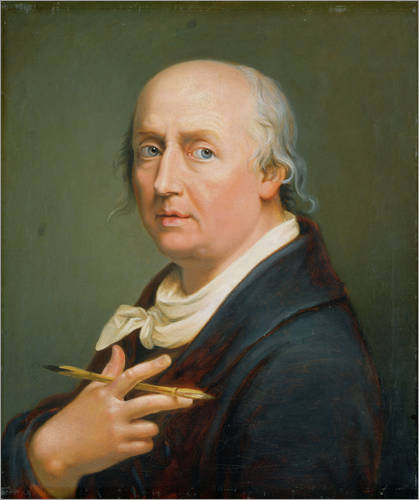
Johann Heinrich Wilhelm Tischbein, Selbstporträt Bridgeman Art Library, London

Goethe schätzte den Neuplatonismus Plotins, nach dem das Eine sich in der sinnlichen Welt manifestiert hat. Das Sein ist für ihn einer ständigen, von polaren Kräften bestimmten Veränderung unterworfen, dem Panta rhei Heraklits.
So lautet es in seinem Gedicht Eins und Alles: „Und umzuschaffen das Geschaffne, / Damit sich’s nicht zum Starren waffne, / Wirkt ewiges lebendiges Tun…“ „Das Ewige regt sich fort in allen, / Denn alles muß in Nichts zerfallen, Wenn es im Sein beharren will.“ In dem später geschriebenen Vermächtnis stellte er klar, dass auch das so „Zerfallene“ im Sein verbleibt: „Kein Wesen kann zu Nichts zerfallen / Das Ew´ge regt sich fort in allen / Am Sein erhalte dich beglückt!“
Ausgehend vom Respekt vor den Grenzen des Wissens setzte seine Kritik an der Romantik an, die er zwar nicht gänzlich verwarf, deren Überschwang und Tendenz, sich im Phantastischen zu verlieren, er aber hinterfragte.
Das Gedankensystem prägte den besonderen, wenn auch schwer zu fassenden symbolischen Stil der späten Lyrik.
In den Maximen und Reflexionen schreibt er: „Die Symbolik verwandelt die Erscheinung in Idee, die Idee in ein Bild, und so, daß die Idee im Bild immer unendlich wirksam und unerreichbar bleibt und, selbst in allen Sprachen ausgesprochen, doch unaussprechlich bliebe.“
Der Symbolstil zeigt sich in der milde gedämpften Sammlung Wilhelm Tischbeins Idyllen von 1822, die 20 Gedichte mit Einleitung und Schluss umfasst. Sie geht von Bildern Wilhelm Tischbeins aus, die er Goethe in Form aquarellierter Skizzen im Sommer 1821 geschickt und dies mit der Bitte verbunden hatte, dazu Gedichte zu schreiben. Goethe blickte auf Landschaften, Menschen, Naturgottheiten, Familien mit Kindern, Tiere und Früchte in arkadischer Umgebung.
Vorlage für das vierte Gedicht war das Bild einer großen Eiche, die auf einer Insel in der Mitte eines Waldsees stand.
Das Gedicht lautet:
Mitten in dem Wasserspiegel

Hob die Eiche sich empor,

Majestätisch Fürstensiegel

Solchen grünen Waldesflor;

Sieht sich selbst zu ihren Füßen,

Schaut den Himmel in der Flut:

So des Lebens zu genießen

Einsamkeit ist höchstes Gut.
Der Baum ist hier Symbol einsamer Größe, die sich entfaltet und zum Lichte emporreckt, um über sich hinauszuwachsen und das Höchste zu erreichen. Ein Kentaur auf einem anderen Bild ist Sinnbild gebändigter Kraft.
Mit den Chinesisch-Deutsche(n) Jahres- und Tageszeiten, die 1830 im Berliner Musen-Almanach herausgegeben wurden und neben den romantischen Gedichten der anderen Autoren seltsam fremd wirkten, wandte sich der betagte Goethe ein weiteres Mal nach Osten.
Er übertrug einige Movive aus chinesischer Lyrik und Novellistik – Mandarine, Pfauen, Weiden – in eine eigentümliche Dichtung und schuf so seinen letzten lyrischen Zyklus.
Obwohl der Titel einen deutlichen Hinweis gibt, lässt sich, von den erwähnten Elementen abgesehen, genuin Chinesisches nur am Rande finden. Goethe konzentrierte sich auf ein Naturmotiv, eine Landschaft oder Stimmung. Bei häufig eigenwilliger Syntax verdichtete er die Sprache, steigerte hingegen die Aussagekraft.

Dämmerungsfarben

Wie später der Goetheverehrer Stefan George im Jahr der Seele bezog er die Jahreszeiten ein, vollendete aber mit Frühling, Sommer und Herbst nicht den ganzen Kreis.
Im Gegensatz zu seiner früheren Naturlyrik, spiegelt er äußere Natur und innere Seelenlandschaft seltener, wie das lyrische Ich sich ohnehin zurückhält oder, wie im zentralen achten Gedicht Dämmrung senkte sich von oben, nun verhaltener ausspricht.
Zwischen Sommer und Herbst stehend, hat das Gedicht eine Sonderstellung in dem Zyklus: Es ist keiner Jahres- dafür aber einer Tageszeit zugeordnet, dem Abend. Rhythmisch beschreitet es neue Wege, indem es den jambischen Gedichten nun einen fallenden, vierhebigen Trochäus entgegenstellt, der bereits im ersten Vers die sich senkende Dämmerung durch eine Abwärtsbewegung nachzuzeichnen versucht.
Mit dem indirekten Zauber dringt das Mondlicht, anders als das grelle Sonnenlicht, auf das Ich ein und „schleicht“ sich ins Herz, wo es sich zur sanften Kühle wandelt.
Optischer Eindruck und haptische Wahrnehmung gehen so synästhetisch ineinander über, wie in einigen Gedichten Eichendorffs.
Das Gedicht lautet:
Dämmrung senkte sich von oben,

Schon ist alle Nähe fern;

Doch zuerst emporgehoben

Holden Lichts der Abendstern!

Alles schwankt ins Ungewisse,

Nebel schleichen in die Höh’;

Schwarzvertiefte Finsternisse

Widerspiegelnd ruht der See.

Nun im östlichen Bereiche

Ahn’ ich Mondenglanz und -glut,

Schlanker Weiden Haargezweige

Scherzen auf der nächsten Flut.

Durch bewegter Schatten Spiele

Zittert Lunas Zauberschein,

Und durchs Auge schleicht die Kühle

Sänftigend ins Herz hinein.
Der Mond, der mit seinen wechselnden Phasen seit der Antike mit dem Motiv der Wandlung verbunden ist, verzaubert die personifizierte Naturlandschaft (scherzende „Haargezweige“ der Weiden). Die Farben verblassen und gehen in ein entwirklichtes Helldunkel über.
Das Gedicht markiert einen Übergang von der Welt der Emotion zur Kontemplation, von Leidenschaft zur Vergeistigung. Diese abgeklärte Stimmung erfasst auch die folgenden Verse der dunkler werdenden Jahreszeit, deren entsagender Gestus der emotionalen Distanz des späten Goethe entspricht.

#### Weltanschauliche Gedichte
In seinen weltanschaulichen Gedichten formulierte Goethe meist bündig-belehrend religiöse und philosophische Ansichten wie einprägsame Lebensmaximen und nutzte Motive und Begrifflichkeiten, die auch in anderen Alterswerken zu finden sind, in denen das Irdische als Symbol einer höheren Wirklichkeit erscheint. Das Auge etwa vermag nur die Farbe und nicht das Urlicht zu sehen und kann sich lediglich am Abglanz aus einer fernen Sphäre erfreuen. Zu Beginn des zweiten Dramenteils blickt der eben erwachte Faust in die Sonne und muss sich geblendet abwenden, erkennt aber den im Sonnenlicht glitzernden Wasserfall und bekennt: „Am farbigen Abglanz haben wir das Leben.“
Für Dinge, die über sich hinausweisen, verwendete Goethe die Bezeichnung „Gleichnis“; so am Ende der Tragödie mit den Worten des Chorus Mysticus: „Alles Vergängliche ist nur ein Gleichnis“. In dieser Bedeutung findet sich das Wort in der zweiten Strophe des Gedichts Prooemion.
Im Zusammenhang mit Goethes Suche nach morphologischen Gesetzmäßigkeiten des Lebens, die er ideell in der Urpflanze zu erkennen glaubte, steht auch sein kurzer Zyklus Urworte. Orphisch, in dem er fünf Daseinsmächte umkreiste und die Liebe in den Mittelpunkt stellte. Das Werk steht unter dem Einfluss des dänischen Archäologen Georg Zoëga, der in seinen Abhandlungen auf die Saturnalia des römischen Neuplatonikers Macrobius Ambrosius Theodosius eingegangen war.

#### Eigenheiten
Im Spätwerk werden auch gewisse stilistische Eigenheiten auffälliger, die nicht nur seine Lyrik betreffen und von ihm selbst als Ausdruck seiner Altersphilosophie eingeräumt wurden. Zu ihnen gehören einprägsame Neologismen wie „schwarzvertiefte Finsternisse“, „Wutbegier“ oder „Hoffnungslust“.
Häufig verwendet er Wortbildungen, die mit dem Wort „über“ beginnen wie „Überwucht“, „überselig“, „überfrei“, „überweltlich“ und „überschnell“. Mit dieser Neigung ist die Doppelung von Adjektiven verwandt, bei der das erste häufig nicht dekliniert wird, etwa „Klein, kleiner Knabe“ aus dem von ihm sehr geschätzten Lebensabriss Um Mitternacht.
Charakteristisch für seine späte Lyrik, verwendet er Worte in mehreren grammatikalischen Funktionen (etwa als Subjekt und Objekt oder Prädikat) und zeigt so eine Tendenz der Zyklik und des Nebeneinanders, die er auch in anderen Zusammenhängen schätzt. So ließen bereits die Unterhaltungen deutscher Ausgewanderter seine Liebe für Parallelgeschichten erkennen, die sich nun auch stilistisch immer deutlicher abzeichnet.
Die Lässlichkeit, welche die strenge Fügung und Hierarchie ersetzt, zeigt sich auch in der lockeren Syntax, so erneut in dem Gedicht Um Mitternacht mit seinen unabgeschlossenen, offenen Sätzen und ungewöhnlichen Wortstellungen, in Wenn am Tag Zenit und Ferne, Der’s gebaut vor funfzig Jahren und in seinem „poetischen Testament“ Vermächtnis mit einem Anakoluth. Zu diesen Eigenheiten gesellt sich eine Einfachheit der Sprache und eine bisweilen drastische Lakonik.

## Goethe und Schiller

### Erlebnis- und Gedankendichtung

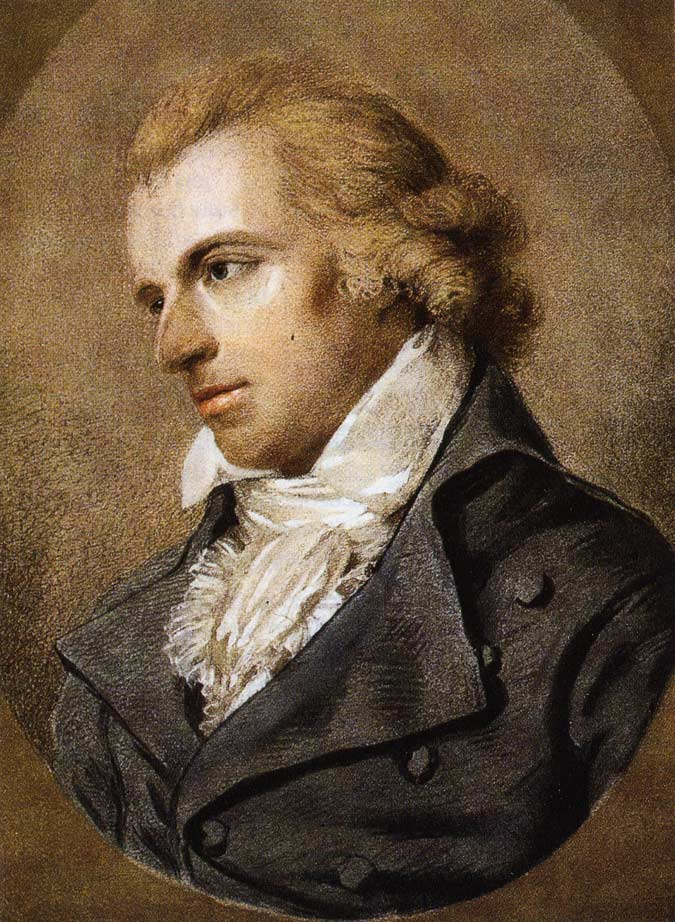
Friedrich Schiller porträtiert von Ludovike Simanowiz im Jahr 1794

Für Goethe wurde die Antike Teil seines geistigen Selbstverständnisses. Hatte er während der Sturm-und-Drang-Zeit in seinen Hymnen, angefangen mit Wandrers Sturmlied, die Fülle und Natürlichkeit griechischen Lebens gefeiert, so erforschte er nun zunehmend seine Besonderheiten und nahm auch die Distanz zur antiken Welt wahr. In seiner späten Phase erscheint ihm Griechenland, das er nie betrat, als einmaliges Bildungserlebnis und als ein Raum, in dem menschliche Fähigkeiten und Anlagen harmonisch ausgebildet gewesen seien.
Im Gegensatz zu Friedrich Schiller (und Hölderlin) zog Goethe aus seinen Betrachtungen keine geschichtsphilosophischen Konsequenzen. Da das antike Ideal für ihn auch in Raffael und Shakespeare verwirklicht war, kam es weniger auf den Unterschied zwischen Alten und Neuen, als auf den jeweiligen Künstler an, der auch in seiner Zeit noch „Grieche sein“ könne.
Schiller wollte „den Stoff durch die Form vertilgen“ und entwickelte seinen lyrischen Stil und seine poetologischen Erkenntnisse nicht nur im Studium der Kritik der Urteilskraft, sondern auch in Kontroversen mit Johann Gottlieb Fichte und der steten Auseinandersetzung mit dem Antipoden Goethe, dessen naiver Stilwille dem eigenen, sentimentalischen gegenüberstand. Er setzte den Unterschied zwischen antiker und moderner Dichtung dem zwischen naiver und sentimentalischer gleich. Der gegenwärtige Kulturmensch lebt für ihn in künstlichen Verhältnissen. „Wenn er im Freien wandelt, wenn er auf dem Lande lebt oder sich viel bei den Denkmälern der alten Zeit verweilet“ begegne er der Natur „als Gegensatz zu der künstlichen Umwelt.“
Ihm fehle das Ideal – die Einheit mit sich selbst. Mit seinen Überlegungen bezog Schiller sich auch auf Fragen der Querelle des Anciens et des Modernes. Moderne Literatur soll nicht mehr die Natur nachahmen, sondern Ideen darstellen. Nicht zuletzt diese theoretische Basis ist ein Grund für den häufig (gegen Schiller) geführten Gegensatz zwischen seiner Gedankendichtung und der Erlebnisdichtung Goethes, ein Konstrukt, das auf Wilhelm Dilthey zurückgeht und zunehmend an Bedeutung verloren hat.
In seiner letzten großen ästhetischen Schrift Über naive und sentimentalische Dichtung entwarf Schiller eine Geschichtsphilosophie und unterschied die reflektierte und sentimentalische von der naturhaften und naiven Dichtung. Für ihn war Goethe der Inbegriff des naiven Dichters.
Schiller grenzte sich in der langen Abhandlung auch von Jean-Jacques Rousseau ab: Der Weg des Künstlers sei derselbe, den der Mensch grundsätzlich einzuschlagen habe. Der Mensch kann sich Schiller zufolge nicht anders entwickeln, als indem er sich kultiviert und so „den Zustand des natürlichen Menschen“ hinter sich lässt. Für ihn ist es trivial, die moderne gegenüber der alten Kunst abzuwerten. „Naive Dichter“ wie etwa Homer seien in diesem künstlichen Zeitalter nicht mehr an ihrem Platz.
Im „Zustand natürlicher Einfalt“, in dem der Mensch als „harmonische Einheit wirkt“, kennzeichne die Nachahmung des Wirklichen den naiven Dichter, während der sentimentalische im „Zustand der Kultur“ das Ideal darstelle. Für Schiller war das Erhabene Ziel der neuen und sentimentalischen Poeten, das Schöne hingegen das der naiven.

### Symbol und Allegorie
Wird die Lyrik Goethes mit der Schillers verglichen, fällt das Urteil meist zuungunsten des jüngeren Dichters aus. Auf der einen Seite sieht man die Natürlichkeit und einfache Schönheit der Sprache Goethes, auf der anderen den Intellekt und den angespannten Willen, philosophische Prinzipien und gesellschaftliche Forderungen in Verse zu gießen. Die rhetorische Gabe Schillers, die seinen Dramen und Prosawerken den charakteristischen Wert gibt, tendiert in der Lyrik bisweilen ins Phrasenhafte und verstört durch Klischees und Plattitüden. Der im Konzept der Erlebnisdichtung angelegte, Schiller abwertende Gegensatz findet sich auch bei Friedrich Nietzsche und Theodor W. Adorno, für den Goethe neben Mozart und Beethoven der überragende Repräsentant des Klassizismus im Zeitalter der bürgerlichen Emanzipation war.
Schiller habe nichts weiter getan als Kant zu paraphrasieren; in seinen prätentiösen Sentenzen und gestelzten Forderungen spiele sich der Kleinbürger auf. Kein ernsthafter Literaturhistoriker würde Schiller noch neben Goethe stellen, während es immer wieder vorkomme, den gefälligen Händel mit Bach in einem Atemzug zu nennen.
Auch Hegel verglich die Lyrik Goethes und Schillers, kam aber zu einem differenzierteren Ergebnis und einem milderen Urteil als viele spätere Kritiker, indem er sich dagegen aussprach, Schiller gegenüber Goethe herabzusetzen. Zwar war auch für ihn die „Absichtlichkeit abstrakter Reflexionen und selbst das Interesse des philosophischen Begriffs […] in manchen seiner Gedichte bemerkbar“; es sei jedoch unbillig, seine Verse „gegen die stets sich gleichbleibende, vom Begriff ungetrübte Unbefangenheit Goethes“ auszuspielen.
Schillers große Leistung bestehe darin, die Kantische Subjektivität und Abstraktion des Denkens überwunden und versucht zu haben, über sie hinaus die Versöhnung denkend als das Wahre zu erfassen und zu gestalten. Während Schiller sich in die Tiefen des Geistes versenkt habe, sei Goethe den natürlichen Seiten der Kunst auf der Spur gewesen und habe sich auf Pflanzen und Tiere, Kristalle, Wolken und Farben konzentriert.

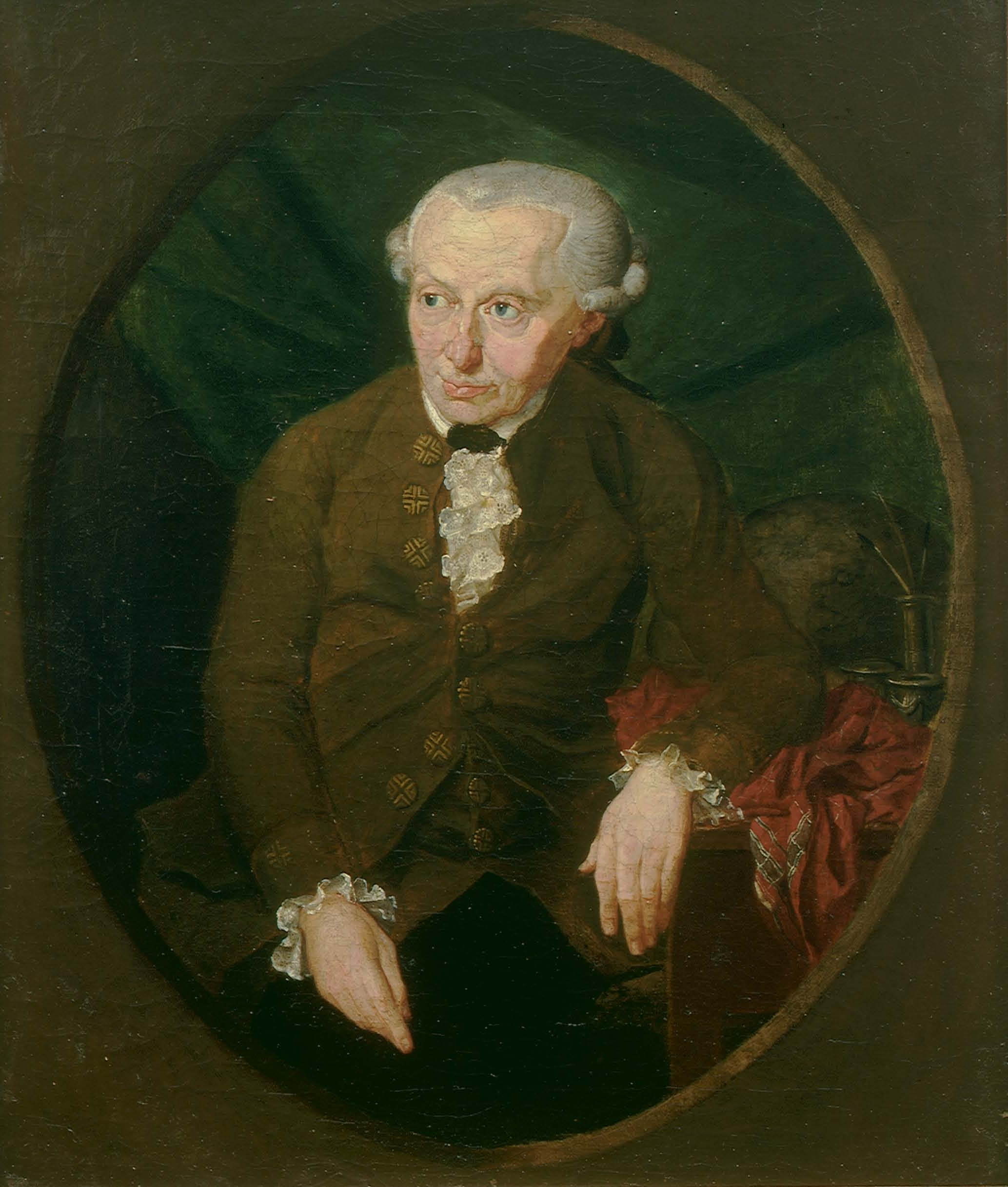
Immanuel Kant, 1791 nach dem Berliner Maler Gottlieb Doebler

Nach Auffassung Peter-André Alts wäre es fatal, die übliche „kanonbildende Orientierung an der Lyrik Goethes“ gegenüber Schiller beizubehalten. Er räumt zwar ein, dass einige Schillersche Gedichte auf den heutigen Leser fremd oder gar peinlich wirken und verweist mit dem Lied von der Glocke auf das für Spötter wohl dankbarste Beispiel, sieht den Grund aber nicht in der mangelnden dichterischen Substanz, sondern in Schillers Neigung, „banal klingende“, an bürgerlichen Lebensmaßstäben orientierte Wahrheiten zu formulieren. Goethe erscheine immer dann als Fixstern, wenn in Schillers dichterischer Entwicklung nichts weiter als ein Weg zur Bildsprache Goethes erblickt werde. Um zum Wesen seiner Lyrik vorzudringen und ihre Qualität selbst gegenüber Goethe zu erkennen, dürfe man die poetische Bedeutung der Allegorie und das Verhältnis von Bild und Begriff nicht übersehen. Schiller veranschaulichte Abstraktes, indem er sich zunächst der Möglichkeiten menschlicher Vernunft vergewisserte, ein Weg, den man im Sinne Kants als kritische Leistung würdigen könne.
In seinem 1825 verfassten Vorwort zum ersten Band der Korrespondenz mit Schiller ging Goethe auf die „zarte Differenz“ zu seinem Freund ein und erklärte auch das Verhältnis von Anschauung und Abstraktion. Er wandte sich gegen Schillers allegorisches Verfahren, dem er seine symbolhafte Auffassung der Dichtung entgegenstellte. Es sei ein „großer Unterschied, ob der Dichter zum Allgemeinen das Besondere sucht oder im Besonderen das Allgemeine schaut. Aus jener Art entsteht Allegorie, wo das Besondere als Beispiel […] des Allgemeinen gilt, die letztere aber ist eigentlich die Natur der Poesie, sie spricht ein Besonderes aus, ohne ans Allgemeine zu denken oder darauf hinzuweisen.“
Mit diesen Worten spielte Goethe viele Jahre nach Schillers Tod auf einen Disput des Spätsommers 1797 an, der ein deutliches, fast grelles Licht auf die Unterschiede der beiden wirft. Als er auf einer Reise in die Schweiz seine Mutter in Frankfurt besuchte und aus dem Wohnungsfenster das geschäftige Treiben der Hauptwache beobachtete, fiel ihm auf, dass einige „Gegenstände“ ihn in eine „poetische Stimmung“ versetzten. Er erklärte sich, dass nicht die Einbildungskraft, sondern die Dinge selbst Empfindungen hervorrufen würden, weil sie „als Repräsentanten von vielen anderen dastehen, ein gewisse Totalität in sich schließen […] und so von außen wie von innen an eine gewisse Einheit und Allheit Anspruch machen.“
Als er diese ihm wertvolle, „glückliche Entdeckung“ Schiller mitteilte und dieser äußerst lakonisch reagierte, war er zunächst enttäuscht. Am 7./8. September hatte Schiller den symbolischen Charakter (der Dichtung Goethes) nicht als natürliche Eigenschaft der Sache qualifiziert, sondern als Ergebnis der Phantasie und sentimentalischen Einbildungskraft. Sei der Gegenstand leer und poetisch gehaltlos, werde sich die menschliche Imagination daran versuchen müssen. Nicht die Erscheinungen waren für Schiller bedeutend, sondern die jeweiligen Empfindungsweisen, die ihren eigenen ästhetischen Wert haben.
Die Wurzel von Goethes Symbolismus ist seine Annahme, Naturerscheinungen seien (ideal und allgemein) „im Tiefsten bedeutend.“ Von diesem Glauben zeugen die Elegien der 1790er Jahre wie Alexis und Dora und Die Metamorphose der Pflanzen, die demonstrieren, dass empirischen Dingen eine bildhaft zu erschauende Sinnstruktur innewohnt. Während die sublime Wahrnehmung des Augenmenschen Goethe das Symbol in seiner tieferen Bedeutung erfasst, muss Schiller die Allegorie erst entwerfen, um so den Erscheinungen einen intelligiblen Sinn zuschreiben zu können. Goethes Naturphilosophie widerspricht somit im Kern Schillers Konzept der Allegorie.

## Musik

### Vertonungen und Komponisten

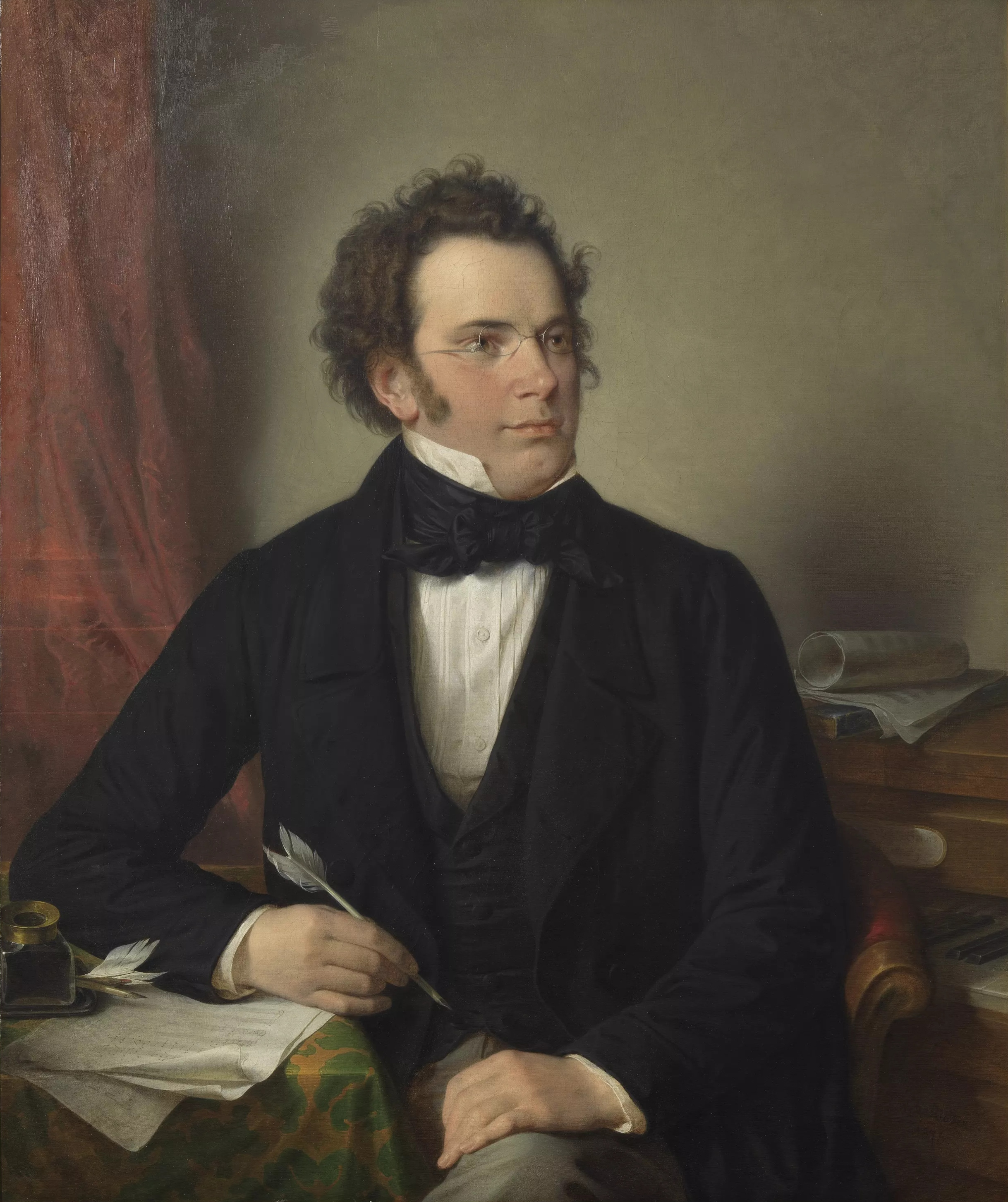
Franz SchubertPorträt von Wilhelm August Rieder, 1875, nach einer Aquarellvorlage von 1825

Kein deutscher Dichter hat eine so weitreichende Wirkung auf zeitgenössische und spätere Komponisten ausgeübt wie Goethe, mit dem eine neue Epoche der Liedgeschichte beginnt. Neben den Dramen, Libretti und Kantaten waren und sind es vor allem die Gedichte und Lieder aus Romanen und anderen Werken, die in einer unüberschaubar großen Zahl vertont wurden.
Gero von Wilpert spricht von etwa 2000 Komponisten unterschiedlicher Rangstufen, die von Goethe angeregt wurden. Von ihnen haben etwa Johann Friedrich Reichardt 146, Carl Friedrich Zelter 92, Franz Schubert 64, Carl Loewe 60, Hugo Wolf 58, Robert Schumann 44, Ludwig van Beethoven 23 und Johannes Brahms 19 Vokalwerke hinterlassen.
Es gibt zahlreiche Untersuchungen über das theoretische Verhältnis des Augenmenschen Goethe zur Musik. Er kam aus einem sehr musikalischen Elternhaus – seine Mutter spielte Klavier, der Vater die Laute, die Schwester Cornelia Schlosser sang – und erhielt Klavierunterricht bei Johann Andreas Bismann. Obwohl er etwas später in Straßburg bei dem Lehrer Basch auch noch Cello lernte, war sein eigenes Instrumentalspiel letztlich nicht sehr entwickelt.
Er konnte gut Noten lesen, um so eine erste Vorstellung der Kompositionen zu erhalten, und ließ sich von Musikern über theoretische und kompositionstechnische Fragen beraten.
Viele seiner Gedichte schrieb er in der Absicht späterer Vertonung, nahm mit Theaterdichtungen und Singspielen (wie etwa Lila) Einfluss auf das musikalische Umfeld und gab Komponisten direkte Anweisungen.
Dass Goethe bedeutenden Zeitgenossen wie Franz Schubert und Ludwig van Beethoven eher reserviert oder befremdet gegenüberstand, ist auch auf den Einfluss konservativer Liedkomponisten zurückzuführen, zu denen Philipp Christoph Kayser, Reichardt und vor allem sein guter Altersfreund Zelter gehörten, der Beethoven heftig kritisierte.
Anders als Zelter empfand Goethe gegenüber Beethoven, den er als „ganz ungebändigte Persönlichkeit“ charakterisierte, distanzierte Achtung und traf ihn zwei Jahre nach der Uraufführung der Musik zu Goethes Trauerspiel Egmont 1812 in Teplitz.

### Zelter
Als Goethe Zelters Vertonung des Ich denke dein von Friederike Brun hörte, sprach ihn die Musik sofort an und motivierte ihn zu einer Kontrafaktur des Vorbildes, die als Nähe des Geliebten mehr als achtzigmal vertont wurde, so von Beethoven als Lied mit sechs Variationen für Klavier zu vier Händen. In einem Brief an Friederike Helene Unger beschrieb er die tiefe Wirkung, die seine Musik auf ihn machte. In den folgenden Jahren baute er die Verbindung mit Zelter weiter aus, der bald die Ballade Der Gott und die Bajadere und das in Schillers Musenalmanach veröffentlichte Lied An Mignon erhielt und beide Werke vertonte. In einem Brief an Schiller vom 25. November 1797 lobte Goethe die Balladen-Vertonung, die ihm wertvoll und originell erschien.
Goethe entwickelte einige sehr spezifische musikästhetische Positionen und entwarf später eine eigene, wenn auch Fragment gebliebene Tonlehre. Intensiv beschäftigte ihn die geistige Verbindung von Musik und Poesie, ein Grund, warum er den Kontakt gerade zu Zelter ausbaute. Goethe bestand darauf, dass der Komponist die poetischen Intentionen des Dichters beachtete und den eigenen motivischen Einfallsreichtum hintanstellte. Zelter entsprach diesen Forderungen und übertraf sogar den etablierten Liedkomponisten Reichardt.
Gegenüber August Wilhelm Schlegel betonte Goethe: „Gerade diese Verbindung zweyer Künste ist wichtig und ich habe manches über beyde im Sinne, das nur durch den Umgang mit einem solchen Manne entwickelt werden könnte. Das Originale seiner Compostionen ist, so viel ich beurtheilen kann, niemals ein Einfall, sondern es ist eine radikale Reproduktion der poetischen Intentionen.“

### Musik und Lyrik
Vermutlich hätte Goethe ohne natürliche Musikalität nicht so viele, speziell für die Vertonung bestimmte Verse oder Libretti schreiben und seinen Gedichten den rhythmischen und melodischen Sprachklang geben können, der zum Wesen seiner Lyrik gehört und ihr den hohen Rang erst verschafft hat.
Seine Dichtung, „in hohem Grade Sprachmusik“, beeinflusste gerade durch ihren neuen Tonfall die Zeit, indem sie die Grenze zwischen reiner Lyrik und schlichtem Liedertext überwand.
Joseph Kiermeier-Debrein glaubt, dass Goethe erst nach der schmerzvoll-einseitigen Liebe zu Ulrike von Levetzow die Musik als das erfuhr, was sie für Jean Paul immer bedeutete: Eine elegische Grundstimmung der Welt, aus der sie gleichzeitig erlösen kann. Als er, noch immer in trübsinniger Verfassung, der Pianistin Maria Szymanowska und der Sängerin Anna Milder-Hauptmann begegnete, vertiefte sich sein Glaube an die Musik, die für ihn zum Schicksal des romantischen Künstlers wurde. Ausgerechnet in der Lyrik des Augenmenschen schien der Widerspruch zwischen Weltverfassung und möglicher Überwindung des Jammertals dialektisch überwunden – eine Synthese, die das moderne Kunstlied erst ermöglichte.
Auch Marianne Wünsch will am abschließenden Gedicht der Trilogie der Leidenschaft mit dem Titel Aussöhnung die Bedeutung der Musik für den betagten Goethe herausarbeiten, kommt aber zu einem anderen Ergebnis. Nach dem düsteren Ende der elegischen Liebesklage des zweiten Gedichts „Mir ist das All, ich bin mir selbst verloren…Sie trennen mich, und richten mich zu Grunde.“ schweben nun mit „Engelschwingen“ die „zu Millionen“ verwobenen Töne und erfüllen den Menschen mit ewiger „Schöne“. Das Herz ist erleichtert und merkt, „Dass es noch lebt und schlägt und möchte schlagen…“ Goethe führt die Musik im Präsens ein („da schwebt hervor“) und lässt sie im letzten Satz im Präteritum ausklingen („Da fühlte sich – o daß es ewig bliebe! – das Doppelglück der Töne wie der Liebe.“) Die so erzielte Aussöhnung hat indes lediglich betäubenden, schmerzstillenden Charakter, und die Musik wird am Ende mit einer Aufgabe betraut, die im Tasso noch die Literatur zu übernehmen vermochte. War es dort der Gott der Sprache, der die Linderung ermöglichte („...gab mir ein Gott, zu sagen, was ich leide…“), versagt dieses sonst so genaue und erfolgversprechende Instrument nun. Während Sinngebung und Daseinserfüllung in der Lyrik des Sturm und Drang und der klassischen Zeit mit den Römischen Elegien noch möglich waren, bleibt jetzt lediglich die Musik. Sie aber wirkt auf einer psychologischen und keiner geistig-ideologischen Ebene, so dass Goethe und seinem Zeitalter eine dialektische Versöhnung verwehrt blieb.